# Magnetic
Magnetic is een single van R&B / funk band Earth, Wind & Fire, uitgebracht in november 1983 op Columbia Records. De single bereikte nummer 10 in de VS  Billboard  'Hot R&B Singles chart en nummer 36 in de VS Billboard Dance Club Songs chart. Magnetic bereikte ook nummer 18 op de Nederlands Single Top 100, nummer 16 op de Belgische Ultratop 50 Singles en nr. 23 op de UK Blues & Soul Top Britse Soul Singles-hitlijsten.

## Kritische ontvangst
Lennox Samuels van The Dallas Morning News ontdekte dat "Hogepriester Maurice White effectief teksten van liefde en zorgen uit het nucleaire tijdperk combineert op Spirit of a New World en Magnetic, met behulp van een muzikale strategie die sythesizer-instellingen omvat. en handclaps". 
Pam Lambert van The Wall Street Journal riep uit "Zang, voortgestuwd door de kracht van de basgitaar, draagt ook de geladen single Magnetic." Robert Palmer van The New York Times verklaarde dat "de rijke vocale harmonieën en het lapidaire vakmanschap van de pop die luisteraars hebben geleerd te verwachten van Earth, Wind & Fire zijn nog steeds aanwezig, maar de instrumentale geluid is radicaal uitgekleed en opnieuw doordacht."
Muziekcriticus Robert Christgau van The Village Voice plaatste het nummer ook op nummer 20 op zijn decaanlijst van 1983.

## Hitnotering
| Nummer | 47 | 18 | 24 | 29 | 38 | 50 |

| Nummer | 33 | 23 | 16 | 27 | 33 | uit |